# The Beatles' First
The Beatles' First is een album uit 1964 waarop liedjes staan die de Britse popgroep The Beatles samen met de zanger-gitarist Tony Sheridan (van Britse afkomst, maar in Duitsland woonachtig) in 1961 en 1962 in Hamburg heeft opgenomen. De platenmaatschappij Polydor haalde de opnamen jaren later van de plank in de hoop mee te liften op het succes van de groep, die in 1961-62 nog helemaal niet bekend was, maar in 1964 des te meer. De opnamen staan zelfs niet op naam van The Beatles, maar op naam van ‘Tony Sheridan and the Beat Brothers’. The Beat Brothers was in die jaren een verzamelnaam voor elke begeleidingsgroep van Tony Sheridan. De samenstelling wisselde voortdurend. Vier van de twaalf liedjes op The Beatles' First zijn volgens de huidige inzichten niet van The Beatles, maar van anoniem gebleven andere muzikanten, al is het niet helemaal onmogelijk dat een of twee leden van The Beatles erop meespelen.
Op twee nummers van het album, Ain't She Sweet en het instrumentale nummer Cry for a Shadow, spelen alleen The Beatles en doet Tony Sheridan niet mee.

## De nummers op het album
| Kant | Volgnummer | Nummer               | Geschreven door                                          | Duur | Bijzonderheden                                      |
| ---- | ---------- | -------------------- | -------------------------------------------------------- | ---- | --------------------------------------------------- |
| 1    | 1          | Ain't She Sweet      | Milton Ager, Jack Yellen                                 | 2:10 | Alleen The Beatles. Zang: John Lennon               |
|      | 2          | Cry for a Shadow     | John Lennon, George Harrison                             | 2:22 | Alleen The Beatles                                  |
|      | 3          | Let's Dance          | Jim Lee                                                  | 2:32 | Tony Sheridan met onbekende muzikanten              |
|      | 4          | My Bonnie            | traditional, arr. Tony Sheridan                          | 2:06 | Tony Sheridan met The Beatles                       |
|      | 5          | If You Love Me, Baby | Charles Singleton, Waldenese Hall                        | 2:52 | Tony Sheridan met The Beatles                       |
|      | 6          | What'd I Say         | Ray Charles                                              | 2:37 | Tony Sheridan met onbekende muzikanten              |
| 2    | 1          | Sweet Georgia Brown  | Ben Bernie, Maceo Pinkard, Kenneth Casey                 | 2:03 | Tony Sheridan met The Beatles en Roy Young op piano |
|      | 2          | The Saints           | traditional, arr. Tony Sheridan                          | 3:19 | Tony Sheridan met The Beatles                       |
|      | 3          | Ruby Baby            | Jerry Leiber & Mike Stoller                              | 2:48 | Tony Sheridan met onbekende muzikanten              |
|      | 4          | Why                  | Bill Crompton, Tony Sheridan                             | 2:55 | Tony Sheridan met The Beatles                       |
|      | 5          | Nobody's Child       | Cy Coben, Mel Foree                                      | 3:52 | Tony Sheridan met The Beatles                       |
|      | 6          | Ya Ya                | Lee Dorsey, Clarence Lewis, Morgan Robinson, Morris Levy | 2:48 | Tony Sheridan met onbekende muzikanten              |

## Achtergrond

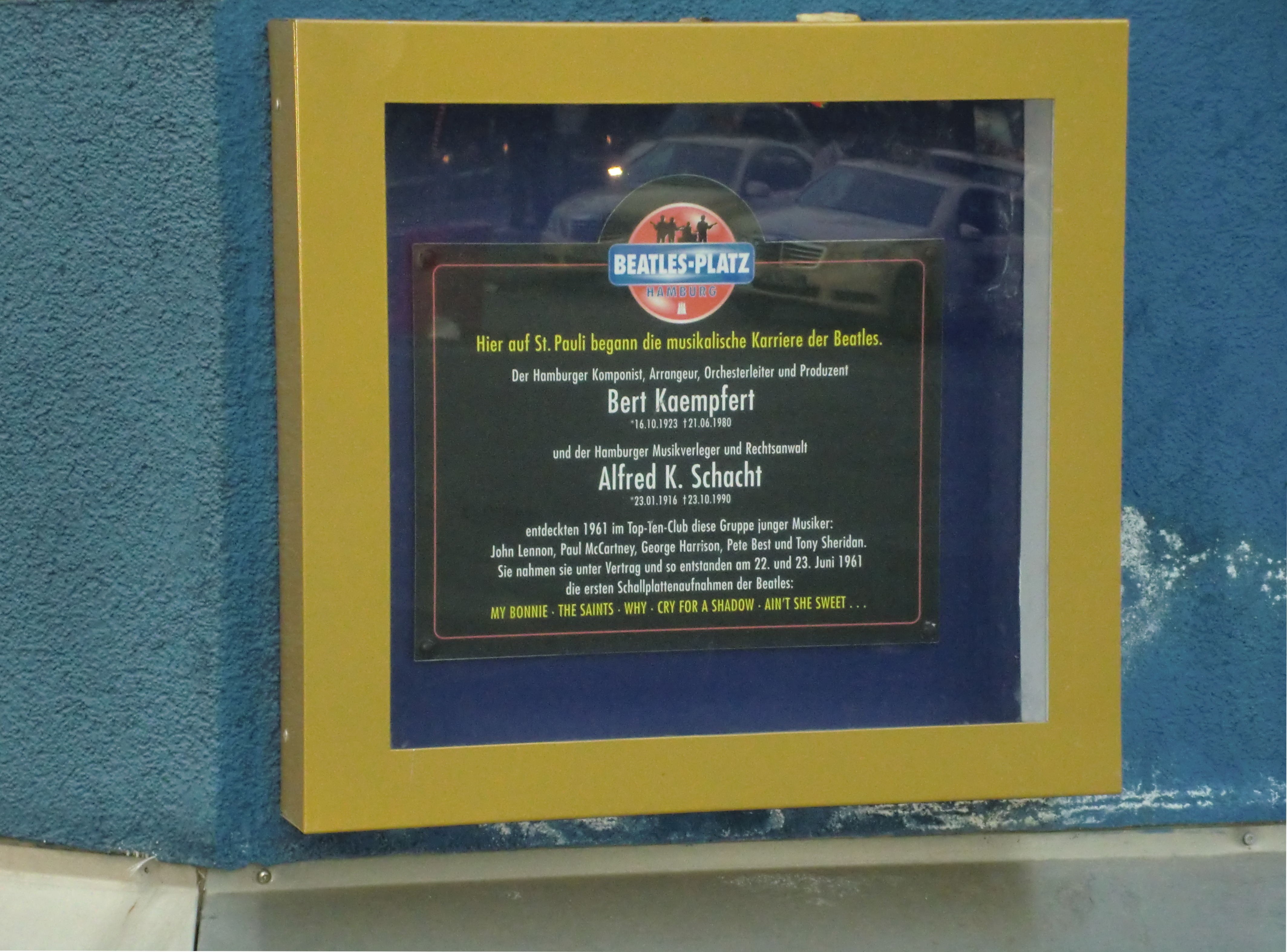
Gedenkplaat op de Beatles-Platz in Hamburg: ‘Hier auf St. Pauli begann die musikalische Karriere der Beatles’

Tussen maart en juli 1961 stonden The Beatles onder contract bij de Top Ten Club in Hamburg. Ze waren toen nog met zijn vijven: John Lennon, Paul McCartney, George Harrison, Stuart Sutcliffe en Pete Best. In die periode trad ook de zanger en gitarist Tony Sheridan regelmatig in die club op. The Beatles traden vaak op als zijn begeleidingsgroep. Vandaar dat Sheridan hen meenam toen hij op 22 en 23 juni 1961 in de Friedrich-Ebert-Halle en op 24 juni 1961 in Studio Rahlstedt in Hamburg een reeks opnamen mocht maken onder leiding van producer Bert Kaempfert. Alleen basgitarist Stuart Sutcliffe ging niet mee. Hij was toen al bezig zich los te maken van The Beatles en zou in juli 1961, toen de groep terugging naar Engeland, in Hamburg achterblijven om daar een kunststudie te beginnen. Op de opnamen met Sheridan speelt Paul McCartney basgitaar.
Cry for a Shadow, My Bonnie, The Saints en Why zijn opgenomen op 22 of 23 juni. Op 24 juni 1961 werden Ain't She Sweet, Nobody's Child en If You Love Me, Baby opgenomen. Het is niet duidelijk waar de overige nummers op The Beatles’ First, van Tony Sheridan met andere, anoniem gebleven muzikanten, vandaan komen. Het is mogelijk dat ze tijdens dezelfde sessie zijn opgenomen en misschien speelden een of meer leden van The Beatles ook wel mee. Die opnamen kunnen ook op een andere dag gemaakt zijn. Sheridan vertelde later dat er in 1961 nog meer opnamen met The Beatles zijn gemaakt. Hij noemde daarbij Some Other Guy, Kansas City en Rock and Roll Music. Deze versies van die nummers zijn echter nooit ergens opgedoken.
Van My Bonnie bestaan drie versies: één zonder gesproken inleiding, één met een gesproken inleiding in het Engels en één met een gesproken inleiding in het Duits. Op The Beatles’ First staat de versie zonder inleiding. My Bonnie en The Saints zijn op 23 oktober 1961 in Duitsland uitgekomen op een single. Die haalde de 32e plaats in de Duitse hitparade. De beide nummers werden toegeschreven aan Tony Sheridan and the Beat Brothers. Op 5 januari 1962 kwam de plaat uit in het Verenigd Koninkrijk. Daar stonden ze op naam van Tony Sheridan and The Beatles.
Sweet Georgia Brown is een verhaal apart. Tony Sheridan nam in 1961 een versie op met anoniem gebleven muzikanten. Die versie verscheen in januari 1962 op een langspeelplaat met de naam My Bonnie van Tony Sheridan and the Beat Brothers. Van de opnamen met The Beatles werden hier alleen het titelnummer en The Saints gebruikt. In 1962 ontdekte Brian Epstein, die inmiddels de manager van The Beatles was geworden, dat ze voor al hun platenopnamen nog steeds onder contract van Bert Kaempfert stonden. Dat vond hij onwenselijk, dus maakte hij met Kaempfert de afspraak dat ze nog één keer samen met Sheridan opnamen voor hem zouden maken. De gelegenheid deed zich voor op 24 mei 1962, toen ze weer in Hamburg waren, nu als viermansformatie. In Studio Rahlstedt namen ze voor Kaempfert twee nummers op: Sweet Georgia Brown en Swanee River, een jazzstandard uit 1925 en een Amerikaans volksliedje uit 1851. De pianist Roy Young speelde mee op Sweet Georgia Brown. Sheridan bleek verhinderd, maar zong de beide liedjes een paar dagen later in. Daarmee werden The Beatles ontslagen van hun verplichtingen jegens Kaempfert.
Toen Polydor plannen maakte voor het album The Beatles’ First, kreeg Sheridan het verzoek om het nummer opnieuw in te zingen. Op 3 januari 1964 gaf hij aan dat verzoek gehoor. Drie regels werden daarbij vervangen door:
In Liverpool she even dared
To criticize The Beatles' hair
With their whole fan club standing there
De versie van mei 1962 is overigens niet verloren gegaan, maar staat op de lp Ya Ya van Tony Sheridan uit 1962 en op enkele verzamelalbums met oude opnamen van The Beatles. Dat geldt echter wel voor Swanee River. De opnamen van dat lied zijn spoorloos verdwenen.

## Het album

### Edities
The Beatles' First kwam eerst uit als lp in Duitsland in april 1964. Als importplaat was de lp ook in het Verenigd Koninkrijk te krijgen. Op 4 augustus 1967 bracht Polydor de lp officieel uit in het Verenigd Koninkrijk, met een andere hoes. De plaat viel daarmee in de periode tussen Sgt. Pepper's Lonely Hearts Club Band en Magical Mystery Tour.
Daarna is het album nog diverse malen opnieuw uitgebracht, ook op cd. Soms kreeg het een andere naam, in de Verenigde Staten (1970) bijvoorbeeld In the Beginning (Circa 1960), in Canada (1969) Very Together en in Duitsland (1968) en Nieuw-Zeeland (vroege jaren zeventig) The Beatles in Hamburg.

### Deluxe Edition
Op 12 juni 2004 bracht het platenmerk Universal Music een ‘Deluxe Edition’ op twee cd’s op de markt, met de volgende inhoud:
Disc 1 (stereo)
- Ain't She Sweet
- Cry for a Shadow
- Let's Dance
- My Bonnie
- If You Love Me, Baby
- What'd I Say
- Sweet Georgia Brown
- The Saints
- Ruby Baby
- Why
- Nobody's Child
- Ya Ya
- My Bonnie (Engelse inleiding)
- My Bonnie (Duitse inleiding)

Disc 2 (mono)
- Ain't She Sweet
- Cry for a Shadow
- Let's Dance
- My Bonnie
- If You Love Me, Baby
- What'd I Say
- Sweet Georgia Brown
- The Saints
- Ruby Baby
- Why
- Nobody's Child
- Ya Ya
- My Bonnie (Engelse inleiding)
- My Bonnie (Duitse inleiding)
- Let's Twist Again (gezongen door Tony Sheridan)
- Top Ten Twist (gezongen door Tony Sheridan)

### Singles
De volgende nummers van het album zijn op single verschenen:
- My Bonnie/The Saints van Tony Sheridan and the Beat Brothers in Duitsland op 23 oktober 1961, My Bonnie/The Saints van Tony Sheridan and the Beatles in het Verenigd Koninkrijk op 5 januari 1962 en My Bonnie/The Saints van The Beatles with Tony Sheridan in de Verenigde Staten op 27 januari 1964.
- Ain't She Sweet/If You Love Me, Baby in het Verenigd Koninkrijk op 29 mei 1964 en Ain't She Sweet/Nobody's Child in de Verenigde Staten op 4 juni 1964. De duur van Nobody’s Child was daarbij ingekort van 3 minuten en 52 seconden tot 2 minuten en 58 seconden.[3]
- Sweet Georgia Brown/If You Love Me, Baby in de Verenigde Staten op 1 juni 1964.
- Cry for a Shadow/Why in het Verenigd Koninkrijk op 28 februari 1964 en Why/Cry for a Shadow in de Verenigde Staten op 27 maart 1964.

My Bonnie, Ain’t She Sweet en Cry for a Shadow staan op de Beatles-verzamel-cd Anthology 1 uit 1995.

### Vergelijkbare projecten
Enkele andere verzamelalbums met liedjes van Tony Sheridan and the Beat Brothers zijn:
- My Bonnie van 5 januari 1962 was het eerste (Duitse) album van Tony Sheridan waarop liedjes stonden die hij met The Beatles had opgenomen. Dat waren er overigens maar twee: My Bonnie en The Saints. Alle twaalf nummers op dit album staan op naam van Tony Sheridan and The Beat Brothers.
- Ain't She Sweet van 5 oktober 1964 is een Amerikaanse lp met één liedje van The Beatles (het titelnummer) en drie liedjes van Tony Sheridan met The Beatles: Sweet Georgia Brown, If You Love Me, Baby en Nobody's Child. De overige acht nummers zijn nummers van The Beatles en andere Engelse popgroepen uit die tijd, gecoverd door een groep die zich The Swallows noemde. Bij Ain't She Sweet, If You Love Me, Baby en Sweet Georgia Brown was een extra drumpartij van Bernard Purdie toegevoegd. Van Nobody's Child was de ingekorte versie opgenomen.
- The Early Tapes of the Beatles van 10 december 1984 bevat dezelfde nummers als The Beatles' First, maar dan aangevuld met Ready Teddy en Kansas City. Op geen van die twee nummers spelen The Beatles.
- The Road to Fame uit 1994 bevat de Hamburgse opnamen van The Beatles (waaronder de verschillende versies van My Bonnie en Sweet Georgia Brown), aangevuld met de vijftien nummers die The Beatles op 1 januari 1962 hebben opgenomen tijdens hun mislukte auditie voor Decca.
- Beatles Bop – Hamburg Days van 6 november 2001 is een dubbel-cd van de Duitse platenfirma Bear Family Records. Het verzamelalbum bevat een zo compleet mogelijke collectie van de nummers die The Beatles in Hamburg hebben opgenomen, inclusief de verschillende versies van My Bonnie, If You Love Me, Baby en Sweet Georgia Brown, en ook nog een andere uitvoering van Swanee River, zodat de luisteraar weet hoe de uitvoering van The Beatles ongeveer geklonken moet hebben. Dat alles dan ook nog in mono en in stereo.